# 32163 Claireburch
32163 Claireburch è un asteroide della fascia principale. Scoperto nel 2000, presenta un'orbita caratterizzata da un semiasse maggiore pari a 2,3090943 UA e da un'eccentricità di 0,1486569, inclinata di 5,13856° rispetto all'eclittica.